# Krakatoa (salle de concert)
Pour les articles homonymes, voir Krakatoa (homonymie).
Le Krakatoa est une salle de spectacle située à Mérignac en Gironde (France). Cette salle de concerts peut accueillir entre 200 et 1 200 personnes. Elle est dirigée par Didier Estebe. Elle a le label d'état SMAC (Scène de musiques actuelles). La salle a vu le jour en 1990.

## Historique

### Naissance du Krakatoa
Fondateur de l'association Transrock (1989), Didier Estèbe, alors manager du groupe Noir Désir, crée cette association dans le but de développer et promouvoir les musiques amplifiées. Il recherche une salle de concert qui pourrait permettre à son association une programmation régulière. Après l'accord du maire de Mérignac, Michel Sainte-Marie, c'est l'ancienne salle des fêtes du quartier d'Arlac (800 places) datant de 1966 qui est choisie pour héberger ce nouveau lieu. Le premier concert a lieu le 17 mars 1990 avec Les Soucoupes violentes.
Le Krakatoa a fêté son 25e anniversaire en 2015.
Le nom du Krakatoa fait référence au volcan de l’île de Java en Indonésie, dont l’explosion en 1883 a produit le bruit le plus fort entendu dans l’Histoire.

### Subventions et partenaires
Sa politique est de vendre des billets à moins de 25 € (14 € en moyenne en 2014). Son budget annuel est de 700 000 €.
Pour aider des groupes qui débutent, Transrock met à disposition une salle de répétition pour un prix de 50 € au lieu de 700 € pour des grands groupes.  
Le financement est un partenariat entre la ville de Mérignac, la Gironde, la région Aquitaine ainsi que la Direction Régionale des Affaires Culturelles.

### L'association Transrock
L'association Transrock qui gère la salle Krakatoa, essaie de recevoir tous genres de groupes, populaires ou moins connus et de promouvoir la musique actuelle par la pépinière. Cette pépinière destinée à accompagner les jeunes talents, est une boite à outils permettant aux groupes de se lancer sur la voie professionnelle ; elle comporte une aide technique (matériel, scène, enregistrement) mais aussi administrative.

## Missions

### Diffusion de musique
La salle propose autour de 45 concerts par an. Le premier concert, animé par Les Soucoupes violentes, a lieu le 17 mars 1990. Se sont déjà produit sur sa scène Noir Désir, Les Wampas, Muse, Orelsan, etc.

### Accompagnement

#### Aide aux groupes: la e-mallette
La Mallette, « Kit de Survie Administratif en Milieu Culturel» a été créée par le Krakatoa en 2003. Elle regroupait à l'origine 350 feuilles de papier qui donnaient des réponses aux questions les plus fréquentes posées par les artistes. Elle est distribuée au départ sur la Communauté urbaine de Bordeaux, puis en Gironde, en Aquitaine et au niveau national. Forte de son succès, en 2010 est créée la e-mallette qui est une application téléchargeable, gratuite pour Iphone et iPad mais aussi une clé USB et un site. En 2015, la e-mallette est distribuée dans 17 régions et plus de 80 départements.

#### Aide aux groupes: La Pépinière
Cette pépinière est destinée à  accompagner les jeunes talents musiciens locaux. Elle soutient leur projet, propose des résidences, donne des conseils au Krakatoa. Ce dispositif comporte une aide technique (matériel, scène, enregistrement) et aussi administrative.

### Action culturelle
Depuis 2005, le Krakatoa ouvre ses espaces pour les rendez-vous des « concerts lycéens » le dernier week-end de mars. L'occasion pour les élèves de prendre en main l'organisation d'un concert avec l'aide de professionnels. Les groupes (dont 1 membre au moins doit être lycéens) sélectionnés se produisent sur la scène du Krakatoa durant deux soirées. Les bénéfices sont reversés à une association caritative choisie par les jeunes eux-mêmes. 
Depuis 2010, le Krakatoa propose des actions de sensibilisation et de découverte des Musiques Actuelles au plus grand nombre : 
- On y retrouve les rendez-vous Krakakids avec les goûters-concert : concerts pour les enfants de 4 à 10 ans, une proposition tout-public adaptés au plus petits. À la fin du concert, échange et gouter. On y retrouve des genres de musique comme de la pop, du rock, du reggae,du folk et du jazz... Egalement la Krakaboum[9] pour les enfants une fois par an !
- L'action culturelle au Krakatoa, c'est aussi des interventions de musiciens professionnels au CHU de Bordeaux, dans les différents services ou en  faveur d'associations d'aide aux malades (comme par exemple l'association EffetPapillon) et l' accueil de classes pour un parcours de découverte des musiques actuelles, la visite de résidence d'artistes au travail, des ateliers dans les classes et au Krakatoa. C'est aussi des concerts au plateau jeunesse de la Médiathèque de Mérignac...

## SMAC
La SMAC est un label créé en 1996 par le ministère de la Culture dans le domaine du spectacle. La SMAC d'agglomération bordelaise a été créée en 2013 ; elle est composée de 4 salles de spectacle : le  Krakatoa (Mérignac),  le  Rocher de Palmer (Cenon), la Rock School Barbey (Bordeaux) et Rock et Chanson (Talence). 
Ces scènes de musiques actuelles regroupent la chanson, les musiques amplifiées et les musiques traditionnelles. 
Les SMAC sont chargées :
- de favoriser et organiser la rencontre artistique entre les créateurs les interprètes et le public ;
- de participer à une action d'éducation artistique et de développement culturel favorisant de nouveaux comportements à l’égard de la création artistique.

Les 100 SMAC qui existent en France sont subventionnées par l'état à hauteur de 75 000 euros chacune chaque année.